# Tituria antica
Tituria antica är en insektsart som beskrevs av Walker 1858. Tituria antica ingår i släktet Tituria och familjen dvärgstritar. Inga underarter finns listade i Catalogue of Life.